# Górale
Górale is een dorp in het Poolse woiwodschap Koejavië-Pommeren, gelegen in de powiat Brodnica. in 2011 woonden er 392 mensen.

## Sport en recreatie
- Door deze plaats loopt de Europese wandelroute E11. De E11 loopt van Den Haag naar het oosten, op dit moment de grens Polen/Litouwen. Ter plaatse komt de route van zuiden langs de meren vanuit Tama Brodzka. De route passeert ten oosten van het centrum van Górale, en vervolgt naar het noordoosten naar het Głowinskie Meer en Ostrowite.